# US Open 1997 (Badminton)
Die US Open 1997 im Badminton fanden vom 9. bis 14. September 1997 in Orange statt. Das Preisgeld betrug 200.000 US-Dollar, was dem Turnier zu einem Fünf-Sterne-Status im Grand Prix verhalf.

## Austragungsort
Orange County Badminton Club, Orange

## Sieger und Platzierte
| Disziplin    | Gold                       | Silber                           | Bronze                     |
| ------------ | -------------------------- | -------------------------------- | -------------------------- |
| Herreneinzel | Poul-Erik Høyer Larsen     | Peter Gade                       | Luo Yigang                 |
| Herreneinzel | Poul-Erik Høyer Larsen     | Peter Gade                       | Jeroen van Dijk            |
| Dameneinzel  | Camilla Martin             | Dai Yun                          | Han Jingna                 |
| Dameneinzel  | Camilla Martin             | Dai Yun                          | Marina Andrievskaia        |
| Herrendoppel | Ha Tae-kwon Kim Dong-moon  | Zhang Wei Liu Yong               | Victo Wibowo Tony Gunawan  |
| Herrendoppel | Ha Tae-kwon Kim Dong-moon  | Zhang Wei Liu Yong               | Simon Archer Chris Hunt    |
| Damendoppel  | Qin Yiyuan Tang Yongshu    | Yoshiko Iwata Haruko Matsuda     | Joanne Davies Nichola Beck |
| Damendoppel  | Qin Yiyuan Tang Yongshu    | Yoshiko Iwata Haruko Matsuda     | Majken Vange Ann Jørgensen |
| Mixed        | Kim Dong-moon Ra Kyung-min | Bambang Suprianto Rosalina Riseu | Simon Archer Joanne Davies |
| Mixed        | Kim Dong-moon Ra Kyung-min | Bambang Suprianto Rosalina Riseu | Chris Hunt Donna Kellogg   |

## Finalergebnisse
| Disziplin    | Sieger                     | Finalist                         | Ergebnis          |
| ------------ | -------------------------- | -------------------------------- | ----------------- |
| Herreneinzel | Poul-Erik Høyer Larsen     | Peter Gade                       | 15-6, 7-15, 15-6  |
| Dameneinzel  | Camilla Martin             | Dai Yun                          | 11-4, 6-11, 12-10 |
| Herrendoppel | Ha Tae-kwon Kim Dong-moon  | Zhang Wei Liu Yong               | 15-8, 6-15, 15-12 |
| Damendoppel  | Qin Yiyuan Tang Yongshu    | Yoshiko Iwata Haruko Matsuda     | 15-6, 15-2        |
| Mixed        | Kim Dong-moon Ra Kyung-min | Bambang Suprianto Rosalina Riseu | 15-1, 15-2        |

## Halbfinalresultate
| Disziplin    | Sieger                           | Gegner                     | Ergebnis            |
| ------------ | -------------------------------- | -------------------------- | ------------------- |
| Herreneinzel | Peter Gade                       | Jeroen van Dijk            | 15-9, 15-8          |
|              | Poul-Erik Høyer Larsen           | Luo Yigang                 | 16-17, 15-11, 15-2  |
| Dameneinzel  | Camilla Martin                   | Han Jingna                 | 11-3, 11-3          |
|              | Dai Yun                          | Marina Andrievskaia        | 11-7, 12-9          |
| Herrendoppel | Kim Dong-moon Ha Tae-kwon        | Simon Archer Chris Hunt    | 15-8, 15-7          |
|              | Zhang Wei Liu Yong               | Victo Wibowo Tony Gunawan  | 11-15, 15-11, 15-10 |
| Damendoppel  | Tang Yongshu Qin Yiyuan          | Majken Vange Ann Jørgensen | 15-8, 15-4          |
|              | Yoshiko Iwata Haruko Matsuda     | Joanne Davies Nichola Beck | 15-4, 15-12         |
| Mixed        | Kim Dong-moon Ra Kyung-min       | Chris Hunt Donna Kellogg   | 15-9, 15-5          |
|              | Bambang Suprianto Rosalina Riseu | Simon Archer Joanne Davies | 15-10, 17-14        |

## Viertelfinalresultate
| Disziplin    | Sieger                           | Gegner                                  | Ergebnis           |
| ------------ | -------------------------------- | --------------------------------------- | ------------------ |
| Herreneinzel | Peter Gade                       | Alan Budikusuma                         | 17-18, 15-2, 17-14 |
|              | Jeroen van Dijk                  | Hermawan Susanto                        | 15-9, 15-5         |
|              | Luo Yigang                       | Thomas Stuer-Lauridsen                  | 15-11, 15-7        |
|              | Poul-Erik Høyer Larsen           | Marleve Mainaky                         | 15-9, 15-6         |
| Dameneinzel  | Camilla Martin                   | Kelly Morgan                            | 11-4, 11-5         |
|              | Han Jingna                       | Takako Ida                              | 10-12, 12-11, 11-2 |
|              | Dai Yun                          | Cindy Shi                               | 12-10, 11-2        |
|              | Marina Andrievskaia              | Mette Pedersen                          | 11-0, 11-4         |
| Herrendoppel | Kim Dong-moon Ha Tae-kwon        | S. Antonius Budi Ariantho Denny Kantono | 15-4, 17-18, 15-11 |
|              | Simon Archer Chris Hunt          | Thomas Stavngaard Jim Laugesen          | 15-11, 10-15, 15-8 |
|              | Zhang Wei Liu Yong               | Peter Axelsson Pär-Gunnar Jönsson       | 15-4, 15-11        |
|              | Victo Wibowo Tony Gunawan        | Michael Søgaard Jon Holst-Christensen   | 15-4, 9-15, 18-15  |
| Damendoppel  | Tang Yongshu Qin Yiyuan          | Chung Jae-hee Ra Kyung-min              | 17-14, 12-15, 15-5 |
|              | Majken Vange Ann Jørgensen       | Marina Andrievskaia Catrine Bengtsson   | 15-10, 15-10       |
|              | Joanne Davies Nichola Beck       | Sandra Watt Elinor Middlemiss           | 15-11, 15-1        |
|              | Yoshiko Iwata Haruko Matsuda     | Erica van den Heuvel Monique Hoogland   | 15-7, 15-1         |
| Mixed        | Chris Hunt Donna Kellogg         | Iain Sydie Denyse Julien                | 15-2, 15-7         |
|              | Kim Dong-moon Ra Kyung-min       | Luo Yigang Qin Yiyuan                   | 15-5, 15-9         |
|              | Bambang Suprianto Rosalina Riseu | Chen Gang Tang Yongshu                  | 4-15, 15-11, 15-10 |
|              | Simon Archer Joanne Davies       | Peter Axelsson Catrine Bengtsson        | 15-10, 15-6        |